# 松前仰
松前 仰（まつまえ あおぐ、1935年8月11日 - 2006年6月5日）は、政治家・工学者。工学博士。位階は従四位。
専門は海洋工学。元日本社会党衆議院議員（4期）。東海大学創立者・松前重義の三男。日本対外文化協会常務理事を務めた。

## 来歴
東京都武蔵野市出身。早稲田大学理工学部電子通信学科卒業。1957年、NHKに入局。放送技術研究に従事、実験用放送衛星やビデオテープ自動編集方式などの開発に取り組み、のち主任研究員。その後、宇宙開発事業団主任研究員としてアメリカにて人工衛星開発にも従事。1976年に早稲田大学にて論題「VTR自動編集方式の研究」で工学博士受く。1982年に退局して東海大学教授に就任。
1983年、第37回衆議院議員総選挙に旧静岡1区から日本社会党公認で立候補し当選。以降、4期務める。衆議院議員時代は、社会党シャドーキャビネット官房副長官、細川内閣郵政政務次官などを歴任し、1996年に政界から引退。
2005年、旭日中綬章受章。
2006年6月5日、胆管がんのため、神奈川県伊勢原市の病院で死去。70歳没。死没日をもって従四位に叙される。

## 略歴
- 1957年（昭和32年）NHKに入局。
- 1982年 東海大学社会教育センター所長・同海洋研究所長に着任。
- 1983年 衆議院議員選挙に旧静岡1区から社会党公認で出馬し初当選。（連続当選4回）
- 1988年 対外文化協会常務理事に就任。
- 1995年 社会党を離党[2][5]。
- 1996年 政界から引退。
- 1997年 東海大学情報教育センター長・同大学院開発工学研究科教授に就任。
- 2000年 東海大学情報教育センター長・同大学院開発工学研究科教授を退任。
- 2000年 東海大学短期大学部学長に就任。
- 2005年 北海道東海大学学長に就任。
- 2006年3月 北海道東海大学学長を退任。
- 2006年3月 東海大学短期大学部学長を退任。
- 2006年6月5日、死去。

## 政策
- 選択的夫婦別姓制度導入に賛同[6]。

## 著書
- 海洋立国をめざして 「科学」から「産業」への道 松前仰, 竹内宏 1986年03月発売 東海大学出版部
- 技術摩擦 松前仰  1988年06月発売 東海大学出版部